# Street Fighter II -g.s.m. Capcom 4-
Street Fighter II -g.s.m. Capcom 4- (ストリートファイター II -G.S.M. CAPCOM 4-?) es un álbum de música de origen japonés en formato comercial, compuesto por el grupo musical Alph Lyla. El día de lanzamiento del disco al mercado japonés fue el 21 de marzo de 1991 por los sellos discográficos Scitron and Art Inc. y Pony Canyon. El disco recopila la banda sonora original utilizada para el videojuego de arcade y posterior adaptación a consolas, Street Fighter II del cual se incluyen los efectos sonoros y una remasterización musical. En el álbum, se agregó música de otros títulos de la empresa Capcom.
La música compuesta para el videojuego, fue posteriormente reutilizada para sus continuas actualizaciones, como así en otros juegos de la empresa, en donde existe la presencia de los personajes de este.
La música del álbum, se ha utilizado para realizar discos que incluyen; tributos, covers e image songs, de índole comercial y sin fin de lucro. Bajo estos conceptos se crearon álbumes realizados por autores y músicos reconocidos de la industria de la música para videojuegos, con el motivo de conmemorar los aniversarios 15.º y 20.º del videojuego, uno de ellos fue el álbum titulado Street Fighter tribute album (ストリートファイター　トリビュートアルバム?), para su XV aniversario, en el cual contribuyeron artistas como Yoko Shimomura (quien colaboró en las composiciones originales), Yasunori Mitsuda y Yuzo Koshiro, para el XX aniversario, se creó un álbum gratuito llamado "Street Fighter 20th anniversary tribute album, en dónde colaboraron artistas como Hideki Okugawa y Naoshi Mizuta, el cual contiene el tema llamado Balrog's Stage (Escenario de Balrog), el un único tema del videojuego en el disco.

## Antecedentes
El grupo Alph Lyla comenzó las etapas de grabación en enero de 1991, en los estudios Kannozaki Marine Studio y Light Studio. El trabajo se dirigió a la composición de la música y efectos de sonido del videojuego Street Fighter II, el cual se proyectó un lanzamiento comercial del mismo material. Para el disco se incluyeron temas de otros títulos de la empresa Capcom, en colaboración de los artistas Chanchacorin, Yoshihiro Sakaguchi y Harumi Fujita, quienes compusieron los temas de los videojuegos: Wing Air Carrier, Final Fight y Mega Twins respectivamente. Para el disco se crearon versiones remasterizadas de los trabajos agregados en el mismo, con excepción del título Mega Twins.

## Contenido
El formato de venta se presentó en álbum doble en soporte disco compacto, el primero de los discos contiene las versiones remasterizadas de la música del videojuego en una sola pieza musical, junto con temas de los títulos de la empresa Capcom: Street Fighter II, Wing Air Carrier, Magic Sword y Final Fight, mientras que el segundo las versiones originales compuestas del videojuego, en conjunto con temas del título Mega Twins. El compilado posee un total de 43 pistas.

### Melodías e instrumentación
Para las versiones remasterizadas de las canciones,se utilizaron instrumentaron sobre la base de una  Guitarras tocadas por Oyaji (Isao Abe) y Navy Tomioka, además un bajo, por Chopper Fujisawa.

## Listado de canciones

### Disco uno
| Disco 1 | |          |  |
| N.º     | Título | Duración |  |
| 1.      | «Spring Thunder (STREET FIGHTER II ARRANGE VERSION)» | 4:48     |  |
| 2.      | «THE STRATOSPHERE FLIGHT (U.S. NAVY ARRANGE VERSION)» | 4:43     |  |
| 3.      | «A TRICK OF THE PALE (MAGIC SWORD ARRANGE VERSION)» | 5:04     |  |
| 4.      | «LOSE IN TWILIGHT (FINAL FIGHT ARRANGE VERSION)» | 5:17     |  |
| 5.      | «(1) Credit/Player Select (2) Strategy Directives - Weapon Select (3) Take-Off from the Aircraft Carrier» | 1:52     |  |
| 6.      | «(1) MISSION 1: Capital City Recovery Operation ~ Achieving Air Superiority (2) BOSS 1 (1 STAGE BOSS: The Bomber Blackjack, 8 STAGE BOSS 1: Mobile Gun Battery) (3) Stage Clear ~ Aircraft Carrier Landing»                              | 2:45     |  |
| 7.      | «(1) MISSION 2: Capital City Recovery Operation ~ Defeating the Occupying Enemy Force (2) BOSS 2 (2 STAGE BOSS: The Mobile Fortress Murachyof, 7 STAGE BOSS: The Revised Bomber Blackjack, 8 STAGE BOSS 2: The Mobile Gun Battery Carl)» | 3:30     |  |
| 8.      | «(1) MISSION 3: Obstructing the Enemy Fleet's Landing Operation (2) BOSS 3 (3 STAGE BOSS: The Missile Cruiser Kirov, 6 STAGE BOSS: The Nuclear Submarine Typhoon III, 10 STAGE BOSS 1: The Space Shuttle "Bran")»                        | 3:30     |  |
| 9.      | «(1) MISSION 3: (1) MISSION 4: Shipyard Destruction Operation (2) BOSS 4 (4 STAGE BOSS: The Aircraft Carrier Tbilisi)» | 2:35     |  |
| 10.     | «(1) MISSION 5: Weapons Experiment Area Strike Operation 1 (Aerial Battle) (2) BOSS 5 (5 STAGE BOSS: The AWACS Mainstay, 9 STAGE BOSS: The Laser Gun Battery Gamma)»                                                                     | 2:10     |  |
| 11.     | «(1) MISSION 6: Weapons Experiment Area Strike Operation 2 (Ground Battle) (2) MISSION 7: Attack on the Enemy Bomber Formation» | 3:28     |  |
| 12.     | «(1) MISSION 8: Desert Base Strike Operation (2) MISSION 9: Fortress Strike Operation» | 4:07     |  |
| 13.     | «(1) MISSION 10: Stratosphere (2) BOSS 6 (10 STAGE BOSS 2: Laser Satellite)» | 4:09     |  |
| 14.     | «(1) Ending 1 (2) Ending 2 (3) Game Over» | 5:22     |  |
| 15.     | «(1) Credit (Leaving on a Journey)/The Road to the Tower (Round 1) (2) The Dragon Tower 1 (Round 2)» | 3:54     |  |
| 16.     | «(1) The Dragon Tower 2 (Scroll A Group) (2) Floor of Flame (Fire Stage) (3) Red Dragon (Round 2 Boss) (4) Round Clear» | 2:33     |  |
| 17.     | «(1) The Dragon Tower 3 (Round 3) (2) Floor of Water (Water Stage) (3) Mage Kimaira (Round 3 Boss)» | 3:59     |  |
| 18.     | «(1) The Dragon Tower 4 (Round 4) (2) King Crawler (Round 4 Boss)» | 3:13     |  |
| 19.     | «(1) The Dragon Tower 5 (Round 5) (2) Double Dragon (Round 5 Boss) (3) The Dragon Tower 6 (Round 6) (4) Mage Kimaira 2 (Round 6 Boss)»                                                                                                   | 2:42     |  |
| 20.     | «(1) Top Floor (50th Floor) (2) Drachma's Final Moments 1 (3) Drachma's Final Moments 2 (4) End Demo (Returning Alive) (5) Game Over/Ranking Display»                                                                                    | 3:32     |  |
| 21.     | «You/Win/Lose/Perfect/Fight/Japan/Brazil/U.S.A./China/U.S.S.R./India/Spain/Thailand/Round» | 0:42     |  |
| 22.     | «1/2/3/4/5/6/7/8/9/Final» | 0:28     |  |
| 23.     | «Shoryuken/Tatsumaki Senpyukaku/Dozu Koi/Blanka's Howl/Fire/Flame/Sonic Boom/Defense (1)/Defense (2)/Spinning Bird Kick/Hadouken/Balrog's Voice/Tiger/Uppercut»                                                                          | 0:47     |  |

### Disco dos
| Disco 2 |                                                                                            |          |  |
| N.º     | Título                                                                                     | Duración |  |
| 1.      | «Title ~ Player Select ~ -VS-)»                                                            | 1:20     |  |
| 2.      | «Ryu Stage ~ Stage End»                                                                    | 2:14     |  |
| 3.      | «Blanka Stage ~ Guile Stage»                                                               | 5:28     |  |
| 4.      | «Chun-Li Stage ~ Bonus Stage ~ Here Comes A New Challenger!!!»                             | 2:50     |  |
| 5.      | «E. Honda Stage ~ Ken Stage»                                                               | 5:26     |  |
| 6.      | «Zangief Stage ~ Dhalsim Stage»                                                            | 4:25     |  |
| 7.      | «Balrog US / M. Bison JP Stage ~ Vega US / Balrog JP Stage»                                | 4:53     |  |
| 8.      | «Sagat Stage ~ M. Bison US / Vega JP Stage»                                                | 4:47     |  |
| 9.      | «Ryu Ending ~ Blanka Ending ~ Guile Ending ~ Chun-Li Ending»                               | 4:30     |  |
| 10.     | «E. Honda Ending ~ Ken Ending ~ Zangief Ending ~ Dhalsim Ending ~ Continue? ~ Ranking»     | 4:27     |  |
| 11.     | «Give it Your Best ~ Naming + Round Selection ~ Departure ~ Boss Theme ~ Round Clear»      | 4:01     |  |
| 12.     | «Up in the Sky ~ Typhoon Kid ~ Bonus Stage / Perfect Fanfare»                              | 4:27     |  |
| 13.     | «Under the Sea ~ Dragon Blue Eyes ~ Secret Door»                                           | 3:02     |  |
| 14.     | «Discovery of the Monster Castle!! ~ Starting the Invasion»                                | 3:34     |  |
| 15.     | «Frightening Dungeon ~ High Tower»                                                         | 2:53     |  |
| 16.     | «Time to Fight! ~ Demon Lord Roeppi's Theme»                                               | 4:25     |  |
| 17.     | «Escape ~ Heading for Home ~ Great Victory!»                                               | 3:36     |  |
| 18.     | «And Then to Paradise (Ending 1) ~ And Then to Paradise (Ending 2)»                        | 2:14     |  |
| 19.     | «Staff Roll»                                                                               | 1:56     |  |
| 20.     | «Chiki Chiki Boys Main Theme ~ Continue / Game Over ~ 1st Place Ranking ~ Ranking Display» | 4:25     |  |

## Recepción
En diversos sitios especializados en videojuegos como Meristation entrega críticas positivas sobre la música contenida en este álbum. El sitio web Gamesradar, califica la música como  «one of the most recognizable soundtracks of all time.» (Uno de los más reconocibles 'soundtracks' de todos los tiempos) La página y revista en inglés Play Magazine, considera a la banda sonora del videojuego como el segundo dentro de las 10 mejores bandas sonoras para videojuegos. La página web Gossipgamers considera el tema de título de apertura del videojuego en la posición número 6 como los mejores 10 temas para videojuegos. Como así comunidades de música en general La música del disco también ha sido utilizada en otros medios para distintos propósitos como en un video de promoción para la franquicia NBA y una parodia realizada en el Film del manga City Hunter protagonizada por el actor Jackie Chan, en dónde se puede escuchar en una escena, los temas de Guile, Ken, Chun-Li y Dhalsim. Existiendo además, una gran cantidad de música en remix, que se puede apreciar en el portal de videos YouTube, como el la página OCremix, de esta última página, la empresa Capcom recopiló los temas remasterizados para realizar su juego Super Street Fighter II Turbo HD Remix. La música del escenario del personaje Guile se transormó en un fenómeno de internet conocido como Guile's Theme Goes with Everything (El tema de Guile va con todo) en el que el autor agrega una escena en específico con el tema en cuestión.

## Personal
| Músicos                                                                    | Músicos |  | Ingeniería y masterización |  |  | Producción y otros |
| - Guitarristas - Oyaji (Isao Abe) - Navy Tomioka - Bajo - Chopper Fujisawa |         |  | - Ingeniería de sonido principal - Toshiyuki Fukui - Hiroki Muraoka - Asistencia de ingeniería de sonido - Hideaki Nojima - Koh-Ichi Homma - Hiroki Ichikawa - Masterización - Kumiko Takeuchi |  |  | - Productor - Yoshihiro Ohno - Coordinación de producción - Dirección artística - Takashi Okamoto - Mezclado - Alph Lyla - Chanchacorin (Carrier Air Wing, Magic Sword) - Yoshihiro Sakaguchi (Final Fight) - Harumi Fujita (Mega Twins) |